# Argentine aux Jeux olympiques d'été de 1992
L'équipe olympique argentine participe aux Jeux olympiques d'été de 1992 à Barcelone. Elle y remporte une médaille : une en bronze, se situant à la cinquante-quatrième place des nations au tableau des médailles. Le joueur de hockey sur gazon Marcelo Garraffo est le porte-drapeau d'une délégation argentine comptant 84 sportifs (67 hommes et 17 femmes).